# Zgornja Ložnica
Zgornja Ložnica je gručasto naselje v Občini Slovenska Bistrica, v podpohorskem delu Dravinjskih goric, na levem bregu potoka Ložnica, deloma pa tudi na vznožju Pohorja. 
Središče je v zaselku Venčesl, kjer se nahajajo šola, pošta, pokopališče in župnijska cerkev sv. Venčeslava, ki naj bi po legendi nastala v času češkega kralja Otokarja in je edina cerkev v Sloveniji, posvečena temu češkemu svetniku.

## Zgodovina
Po najdeni kamniti sekiri ter drugih izkopaninah, je moč sklepati, da je bilo območje poseljeno že v Neolitiku.
Naselje Zgornja Ložnica se v pisnih virih prvič omenja leta 1234. 
V pisnih zgodovinskih virih o sedanji konjiški nadžupniji je navedeno, da je le-ta do leta 1251 z Laporjem in Poljčanami segala vse do Ložnice, tega leta pa ju je župnik Peter (Plebanus sancti Georgii de Gonwiz) predal dominikanskemu samostanu v Studenicah v zameno za Tinje na Pohorju in Venčesl.

## Demografija
V naselju sedaj živi 380 prebivalcev, v krajevni skupnosti Zgornja Ložnica, ki jo
sestavljajo naselja Zgornja Ložnica, Spodnja Ložnica, Kostanjevec, Tinjska Gora, Vinarje,
Gladomes, ter zaselek Korplje pa skupno okoli 1200 prebivalcev.